# Guillermo Cantú
Guillermo Luis Cantú Saenz (ur. 12 stycznia 1968 w Torreón) – meksykański piłkarz występujący najczęściej na pozycji pomocnika.

## Gole w reprezentacji
| #  | Data          | Miejsce           | Przeciwnik        | Gol | Wynik | Zawody      |
| -- | ------------- | ----------------- | ----------------- | --- | ----- | ----------- |
| 1. | 25 lipca 1993 | m. Meksyk, Meksyk | Stany Zjednoczone | 4–0 | 4–0   | ZP CONCACAF |